# 夏尔·利谢犹太会堂
夏尔·利谢犹太会堂（Synagogue Charles Liché）位于巴黎第四区孚日广场14号里博府邸（Hôtel de Ribault），创立于1963年。最初称为孚日广场犹太会堂（synagogue de la place des Vosges），2006年6月16日更名，以纪念其创始人、奥斯威辛集中营的幸存者拉比夏尔·利谢。
夏尔·利谢原名夏尔·利琴斯坦，原为图尔内勒路犹太会堂的合唱指挥，当时拉比是大卫·费尔韦克博士。在阿兰·德·罗斯柴尔德的领导下，决定将犹太会堂的仪式从阿什肯納茲犹太人仪式改为塞法迪犹太人仪式，利琴斯坦在一段时间内仍然担任图尔内勒路犹太会堂的合唱指挥。后来，他开始在孚日广场14号一楼设立祈祷班。
利谢拉比死后，奥利维尔·考夫曼被任命为会堂的拉比。
每年都有纪念奥斯威辛集中营解放的活动。